# Праштам
Праштам је шести студијски албум српске музичке групе Неверне бебе. Албум је објављен 21. марта 2012. године за издавачку кућу City Records, а био је доступан на компакт-диску.

## Списак песама
Аутор текстова, музике и аранжмана за све песме је Милан Ђурђевић.
| №               | Назив                              | Трајање |  |
| 1.              | А где је љубав                     | 1:02    |  |
| 2.              | Кућа за спас                       | 3:44    |  |
| 3.              | Праштам                            | 4:27    |  |
| 4.              | Зар се године не броје             | 3:14    |  |
| 5.              | Лептир                             | 5:09    |  |
| 6.              | За твоје очи (са Ваном)            | 4:41    |  |
| 7.              | Краљица                            | 4:26    |  |
| 8.              | Судњи дан                          | 4:03    |  |
| 9.              | Ово је крај                        | 3:48    |  |
| 10.             | Узми боје                          | 3:52    |  |
| 11.             | Дан твој (са Влатком Стефановским) | 6:33    |  |
| 12.             | Пут љубави                         | 3:58    |  |
| 13.             | Никад више с тобом                 | 5:27    |  |
| 14.             |                                    | 1:26    |  |
| Укупно трајање: | Укупно трајање:                    | 55:50   |  |

## Музичари
- Неверне бебе:
  - Милан Ђурђевић — клавир, клавијатуре, Хамондове оргуље, вокал, пратећи вокали
  - Јелена Пудар — вокал, пратећи вокали
  - Тијана Сретковић — вокал, пратећи вокали
  - Владан Ђурђевић — бас-гитара, бас-гитара без прагова
  - Саша Ранђеловић — електрична гитара, акустична гитара
  - Владимир Ружичић Кебац — бубњеви, удараљке, пратећи вокали
  - Андреја Стојић — гитара[2][3]
- Гости:
  - Вана — вокал (6)
  - Влатко Стефановски — гитара (11)
  - Јана Шуштершич — пратећи вокали (8, 10, 13)
  - Небојша Богојевић Чарли — пратећи вокали (6, 7)
  - Драган Ивановић — бас-гитара (2, 3, 5, 6, 7, 8, 10, 11, 12, 13)
  - Драгутин Јаковљевић Гута — EBow (4)
  - Горан Милошевић — удараљке (7)
  - Бојан Братић Боки — хармоника (2)
  - Александар Николић — хармоника (2)[2][3]

## Остале заслуге
- Милан Ђурђевић — продуцент, програмирање
- Иван Влатковић — продуцент, миксовање
- Зоран Шћекић Шћека — тонски сниматељ
- Андреја Стојић — тонски сниматељ
- Катарина Гај — фотографије
- Владан Радовановић — фотографије
- Душица Пејић — дизајн омота[2][3]

## Рецензије
| Медиј     | Аутор рецензије | Оцена         | Изв.  |
| --------- | --------------- | ------------- | ----- |
| Балканрок | Петар Костић    | 6/10 звездица | [ 4 ] |